# 新潟勤労者総合福祉センター
新潟勤労者総合福祉センター（にいがたきんろうしゃそうごうふくしセンター）は、新潟県新潟市中央区にあるホール。愛称新潟テルサ (Niigata TERRSA) 。施設は新潟市が所有し、新潟市開発公社・愛宕商事共同事業体が指定管理者として運営管理を行っている。
雇用促進事業団が雇用保険事業として整備した勤労者福祉施設のひとつ。

## 概要
新潟市とその近郊の勤労者福祉推進のための中核的施設として、雇用促進事業団と市によって建設事業が進められ、1994年7月11日に開館した。
愛称の「テルサ (TERRSA) 」は"Town Employee Relax Refresh Social Amenity"（都市で働く人々のための、リラックスとリフレッシュを目的とした、出会いの広がる快適な空間）の各単語のイニシャルに由来するもので、同事業団が当時、全国の主要都市に各自治体と共同で建設した同様の施設にも、この愛称が付与されている。
施設の中心となる多目的ホールは、オーストリア・ウィーンのムジーク・フェラインをモチーフに設計されており、1,500人クラスの収容能力を有する。客席部はワンスロープ形式で、観やすさ・聴きやすさを重視して配列されている。また残響可変装置を設置しているほか、客席前列部はオーケストラピットとして使用することも可能である。
開館当初は同事業団と市が所有権を折半していたが、1997年の特殊法人整理合理化計画によって同事業団は雇用・能力開発機構に改組され、その後の合理化計画で2006年4月1日から市に全面移管した。
2010年3月末まで当施設の運営管理を行っていた「財団法人新潟勤労者福祉振興協会」は1993年4月28日、新潟県と新潟市が各50%を出資して設立された。開館以来、市から直接業務を受託していたが、指定管理者制度の導入に伴い、市の外郭団体で市有施設の運営管理を行う「財団法人新潟市開発公社」とNSGグループ傘下の「愛宕商事」と共同事業体を編成し、市の公募・選定を経て2009年4月1日付で管理業務の受託を開始。同協会は2010年3月末をもって市開発公社との事業統合により解散し、現在の運営体制となった。

## 主な設備
- 多目的ホール
  - 総座席数：1,510席（固定座席1,504席・車椅子席6席、原則として立ち見不可）
  - ワンスローププロセミアム形式
- リハーサル室
  - 195m2
- 楽屋
  - 18m2×3、33m2×2、45m2×1
- 会議室（2・3階）
  - 全5室
- 研修室（3階）
  - 全2室
- 和室（3階）
  - 全3室（うち2室は続き間として使用可能）
- 新潟テルサ健康クラブ
  - トレーニングルーム
  - 室内プール（16m×8m、水深1.1m、3コース）
- レストラン「顔晴れ（がんばれ）」（2階）
  - 120席
  - 営業時間：11：30～17：30（ホールイベント開催時は最終開場時間まで営業）

## 交通
- 新潟駅南口バスターミナルから新潟交通の下記路線バスに乗車
  - 1番線からスポーツ公園線「S70 南長潟・新潟市民病院」「S71 市民病院・曽野木ニュータウン」「S72 市民病院・大野」行で「産業振興センター前」下車すぐ
  - 3番線から女池線「S52 笹出線・江南高校経由 市民病院」行で「東京学館前」下車後徒歩2分（平日一部時間帯のみ運行）

ホールイベント開催の際は、同バスターミナル臨時6・7番線から新潟テルサ正面もしくは産業センターバス停まで直行シャトルバスが運行される場合あり
- 亀田駅西口から新潟市江南区区バス「新潟市民病院」行で「東京学館前」下車後徒歩約2分
- 北陸自動車道・磐越自動車道 新潟中央ICから約3分